# Kuro Games
Kuro Games — китайская компания, занимающаяся разработкой и изданием видеоигр, основанная в Шанхае.
В декабре 2024 года в ряде источников появилась информация о возможном переходе Kuro Games под управление Tencent Games — дочерней компании Tencent. Однако Kuro Games и Tencent не подтверждали эту информацию официально.

## История
Kuro Games была основана в 2017 году.

## Продукция
Компания известна своими играми:
- Punishing: Gray Raven — мобильная игра в жанре action/RPG, вышедшая в 2019.
- Wuthering Waves — игра, официально анонсированная 29 марта 2024 года и вышедшая 23 мая 2024 года на платформах Windows, macOS, iOS и Android.

## Достижения
Kuro Games заработала на своей гача-игре Wuthering Waves 9,74 миллиона долларов. Сумма названа с учётом оплаты комиссий и налогов. Этот результат достигнут всего за 5 дней после релиза только на мобильном рынке.